# 野村ミチ
野村 ミチ（のむら ミチ、1875年8月18日 - 1960年11月4日、ミチ子または美智、美智子とも表記）は、大正・昭和期のキリスト教社会活動家。1905年 基督教女子青年会(東京)、1912年 横浜基督教女子青年会（横浜YWCA）のいずれもの創立に参画。横浜では横浜では1926年に会長、1935年に理事長就任（会長兼務）以来1960年までほぼ半世紀にわたり、同会で活動。横浜の実業家・野村洋三の妻。英語と商才を活かして社会貢献事業、女子教育、女性の社会参画、国際交流等に貢献した。

## 来歴
1875年8月18日、神奈川県足柄下郡芦之湯村の老舗温泉旅館「紀伊国屋」に生まれた。長女。兄と妹3人。父は8代目の川辺儀三郎、母はひろ。6歳で父と死別。小田原小学校を卒業後、母の方針で12歳で東京・麻布の東洋英和女学院に進み、英語を学ぶ。14歳のとき港区・鳥居坂教会でキリスト教の洗礼を受けた。
1898年7月、23歳の時、横浜の古美術商「サムライ商会」店主の野村洋三と結婚。1男4女をもうける。放浪癖のあった洋三に代わって家業である古美術の商売と経理を切り盛りした。
1905年日本基督教女子青年会が神田区北神保町で創立時、委員代表26名のうちに津田梅子・二宮わか子・羽仁もと子らとともに名を連ねている。
1908年、朝日新聞社主催の「世界一周会」に選ばれた54人のうち女性3人のうちの1人として参加。横浜港を出港し、96日間かけて敦賀に帰港。このときの記録として私家版『世界一周日記』を同年に出版した。2009年には本作の現代語訳版が刊行された。
1912年 横浜基督教女子青年会（横浜YWCA）の創立に参画。はじめは会計を担当し、1926年に会長、のち理事長兼務となる。会長となるや、夫が出資するホテルニューグランドに女子基督教青年会ギフトショップを開設、財政基盤の強化をはかり、会員の相互援助と外国人女性との交流の場とした。1928年には横浜市中区山下町71番地に300坪余の土地を購入していたことが1950年、同地の横浜YWCA会館建設につながる。
1923年11月、関東大震災後の救護・復興活動のため婦人団体の連合体である横浜連合婦人会設立、理事となる(会長・渡辺たま）。横浜連合婦人会は1927年に日本で初めて民間の手で横浜連合婦人会館を中区宮崎町に開館したが、1935年には会を解散し、翌年会館および団体を横浜市に譲渡・移管した。このとき、複雑な手続きをすべて引き受けるとともに、大正期からの横浜婦人団体の活動や社会事業運営、募金等を活用した婦人会館建設について詳細に記録を残している。
1930年12月、野村みち子ほか6名で公娼廃止を要求して陳情書3000枚を神奈川県会に提出。
1945年8月30日、夫・洋三と解散したホテルニューグランドに夫妻でとどまっていたところに進駐軍最高司令官のマッカーサーが到着。3日間滞在した進駐軍に応対した。
1960年11月4日、85歳で逝去。横浜YWCAホールで行われた告別式にはあふれた会葬者の列が山下町から花園橋方面まで続いた。

## 受賞
1954年、横浜文化賞
1955年、神奈川文化賞　いずれも夫・洋三と夫婦で受賞している。

## 著書
- 『ある明治女性の世界一周日記』神奈川新聞社、2009年